# Tharandt (stacja kolejowa)
Tharandt (niem: Bahnhof Tharandt) – stacja kolejowa w Tharandt, w kraju związkowym Saksonia, w Niemczech. Znajduje się na linii Dresden – Werdau. Obecnie jest jednym z przystanków systemu S-Bahn w Dreźnie obsługiwanym przez pociągi linii S3. Według DB Station&Service ma kategorię 3.

## Linie kolejowe
- Linia Dresden – Werdau